# Rådatjärnen
Rådatjärnen var en sjö, nu våtmark, i Säffle kommun i Värmland och ingår i Göta älvs huvudavrinningsområde. Sjön har en area på 0,445 kvadratkilometer och ligger 87 meter över havet. Sjön avvattnas av vattendraget Sandån.

## Delavrinningsområde
Rådatjärnen ingår i det delavrinningsområde (658508-133279) som SMHI kallar för Utloppet av Sandsjön. Medelhöjden är 115 meter över havet och ytan är 32,96 kvadratkilometer. Det finns inga avrinningsområden uppströms utan avrinningsområdet är högsta punkten. Sandån som avvattnar avrinningsområdet har biflödesordning 3, vilket innebär att vattnet flödar genom totalt 3 vattendrag innan det når havet efter 233 kilometer. Avrinningsområdet består mestadels av skog (75 procent). Avrinningsområdet har 2,15 kvadratkilometer vattenytor vilket ger det en sjöprocent på 6,5 procent.